# Henry Dodwell (fils)
Pour les articles homonymes, voir Henry Dodwell.
Henry Dodwell, né en 1706 et mort en 1784, est un écrivain irlandais, fils de Henry Dodwell.
Il publia en 1742 Le Christianisme non fondé en preuves, pamphlet anonyme, où il attaquait la révélation, tout en affectant du zèle pour le christianisme, auquel une réponse sera publiée par son frère William Dodwell (1709-1785).